# Atelopus nanay
Atelopus nanay là một loài cóc trong họ Bufonidae. Chúng là loài đặc hữu của Ecuador.
Các môi trường sống tự nhiên của chúng là đồng cỏ ở cao nhiệt đới hoặc cận nhiệt đới, sông, đầm nước ngọt, và suối nước ngọt. Loài này đang bị đe dọa do mất nơi sống.